# Џејкоб Зума
Џејкоб Зума (енгл. Jacob Zuma; Инкандла, 14. април 1942) је бивши председник Јужне Африке у периоду од маја 2009. године до фебруара 2018.
Зума је био посланик од 1999. до 2005, а у том периоду је био и потпредседник Јужне Африке када је на власти био Табо Мбеки.

## Породица
Тренутно је званично ожењен Гертрудом Сизакеле Хумало (од 1973; без деце), Номпумелелом Нтули (од 2008; двоје деце) и Тобеком Мабхиџа (од 2010; једно дете). Његове претходне званичне супруге су Кејт Манцо (1976—2000; петоро деце) и Нкосазана Дламини (1982—1998; четворо деце). Верен је са принцезом Свазиленда Себентил Дламини за коју је дао мираз од десет крава и са Глоријом Нгема са којом има једно дете. Има још по једно дете са Минах Шонгве и Сононо Хоза и двоје са Присилом Мхлонго. Зума има још четворо деце чије мајке нису познате. Жена по имену Фезека Кузвајо је оптужила Зуму за силовање 2005, али су оптужбе одбачене, а оне је добила азил у Холандији. Зума укупно има двадесеторо деце.